# Ponte João Gomes
Die Ponte João Gomes ist eine Brücke im Zuge der autobahnartig ausgebauten Schnellstraße Via rápida 1 (VR1) auf der portugiesischen Insel Madeira. Sie überspannt oberhalb von Funchal das Tal der Ribeira de João Gomes in einer Höhe von 140 m.
Die 274,5 m lange Brücke hat zwei Fahrspuren in jeder Richtung, die durch Leitplanken in der Mitte und an den Rändern begrenzt sind. Zwischen den seitlichen Leitplanken und den Geländern verbleibt ein schmaler Sicherheitsstreifen, auf dem auch die Straßenlampen aufgestellt sind.
Die zwei Pfeiler aus Stahlbeton wurden in Gleitbauweise errichtet. Der Fahrbahnträger ist ein gevouteter Spannbeton-Hohlkasten, der von den beiden Pfeilern aus im Freivorbau in 5-m-Abschnitten betoniert wurde. Die Hauptöffnung der Brücke hat eine Spannweite von 125 m.
Die Ponte João Gomes wurde nach den Plänen des Ingenieurs António Reis zwischen 1991 und 1994 von dem Unternehmen Construtora do Tâmega errichtet. Für seine Arbeit erhielt Reis 1997 den Prémio Secil.